# 25521 Stevemorgan
25521 Stevemorgan è un asteroide della fascia principale. Scoperto nel 1999, presenta un'orbita caratterizzata da un semiasse maggiore pari a 2,3444813 UA e da un'eccentricità di 0,1821930, inclinata di 3,00470° rispetto all'eclittica.